# Gerda Cronie
Gerda Cronie (Paramaribo, 2 september 1953) is een Surinaamse actrice.
Cronie studeerde aan de Stella Adler Academie in New York. Na drie jaar rondde ze haar studie af en keerde ze terug naar Nederland, waar ze bekendheid kreeg door haar rol als coassistente Tineke in Medisch Centrum West. Ze speelde deze rol alleen in het eerste seizoen (1988). Na haar vertrek uit de dramaserie heeft Cronie voornamelijk aan Duitse producties meegewerkt. Toch speelde ze ook enkele gastrollen in Nederlandse series zoals Goede tijden, slechte tijden en Luifel & Luifel.

## Carrière

### Televisie
- Medisch Centrum West – Tineke Hagenbeek (1988)
- In de Vlaamsche pot (1993)
- M'n dochter en ik – Dokter (1995)
- Goede tijden, slechte tijden – Gisella Mansana (1996)
- Goudkust – Mavis Zuidgeest (2000)
- Onderweg naar Morgen – Mevrouw Sauers (1994) / Moeder Isarin (2005, 2008)
- Van Speijk – Laetitia Graanoogst (2006)

### Film
- Lek – Sabine Kluge (2000)